# مصينعة (فرع العدين)

تعديل مصدري - تعديل

مصينعة هي إحدى قرى عزلة بني احمد والثلث بمديرية فرع العدين التابعة لمحافظة إب، بلغ تعداد سكانها 2032 نسمة حسب تعداد اليمن لعام 2004.